# Catananche caerulea
Catananche caerulea é uma espécie de planta com flor pertencente à família Asteraceae. 
A autoridade científica da espécie é L., tendo sido publicada em Sp. Pl. 2: 812. 1753.
O seu nome comum é sesamóide-menor.

## Descrição
Trata-se de uma planta perene cujos caules são erectos e de aspecto sedoso, podendo atingir 1 metro de altura, sendo que as folhas predominam na metade inferior do caule. As folhas são inteiras, apresentando uma forma oblanceolada a linear, podendo ter até 4 dentes ou lóbulos. O pecíolo das folhas basais é grande e aresentam pêlos. As folhas que ocorrem no caule têm aspecto sedoso. Os capítulos florais apresentam um grande pedúnculo. O invólucro em forma de ovo pode atingir dimensões de 25 por 20 mm. As brácteas do invólucro têm a ponta aguçada e são desprovidas de pêlos, sendo que as mais exteriores são ovadas e as mais internas têm base elíptica e de consistência coriácea. As lígulas possuem um tubo que atinge os 4 mm. Os frutos são aquénios. A floração e a formação do fruto dá-se entre os meses de Maio e Junho.

## Portugal
Trata-se de uma espécie presente no território português, nomeadamente em Portugal Continental.
Em termos de naturalidade é nativa da região atrás indicada.

## Protecção
Não se encontra protegida por legislação portuguesa ou da Comunidade Europeia.